# Kramolna
Kramolna är en ort i Tjeckien. Den ligger i den nordöstra delen av landet, 130 km öster om huvudstaden Prag. Kramolna ligger 464 meter över havet och antalet invånare är 961.
Terrängen runt Kramolna är platt åt nordväst, men åt sydost är den kuperad. Runt Kramolna är det tätbefolkat, med 427 invånare per kvadratkilometer. Närmaste större samhälle är Náchod, 1,7 km öster om Kramolna. Trakten runt Kramolna består till största delen av jordbruksmark.